# Danny Mota
Daniel Ávila Mota (nacido el 9 de octubre de 1975 en El Seibo) es un ex lanzador que jugó en las Grandes Ligas. Mota jugó para los Mellizos de Minnesota en la temporada 2000. En cuatro partidos, tuvo una efectividad de 8.44 en 5.3 entradas lanzadas, con tres ponches. Bateó y lanzó con la mano derecha.
Fue firmado por los Yanquis de Nueva York como amateur el 15 de abril de 1994 y canjeado a los Mellizos el 6 de febrero de 1998.